# Rutu mägi
Rutu mägi är en kulle i Estland.   Den ligger i landskapet Viljandimaa, i den södra delen av landet, 160 km söder om huvudstaden Tallinn. Toppen på Rutu mägi är 153 meter över havet.
Terrängen runt Rutu mägi är huvudsakligen platt. Runt Rutu mägi är det mycket glesbefolkat, med 7 invånare per kvadratkilometer. Närmaste större samhälle är Tõrva, 17,1 km öster om Rutu mägi. I omgivningarna runt Rutu mägi växer i huvudsak blandskog.